# Reichskammergerichtsmuseum

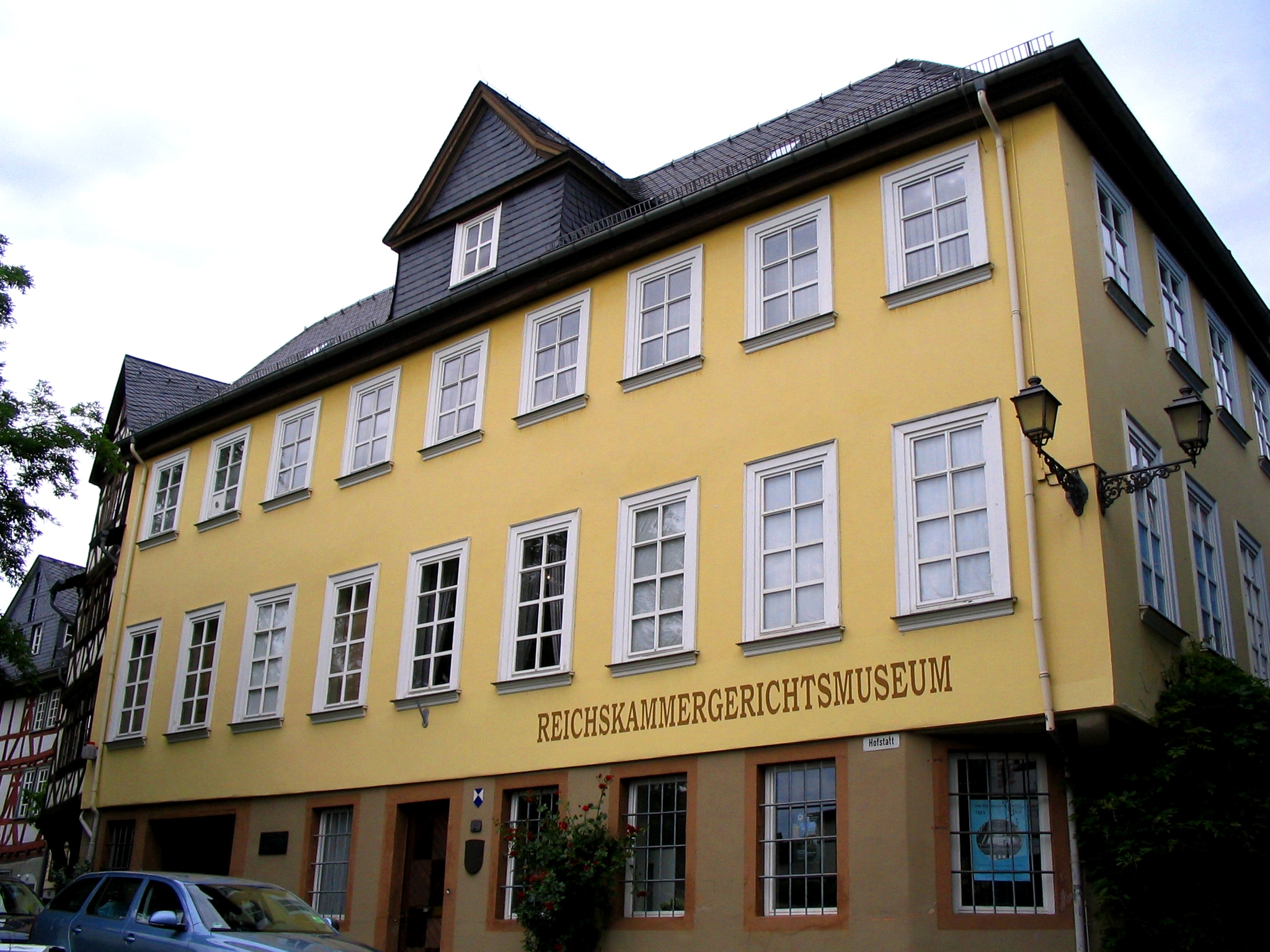
Das Gebäude des Reichskammergerichtsmuseums

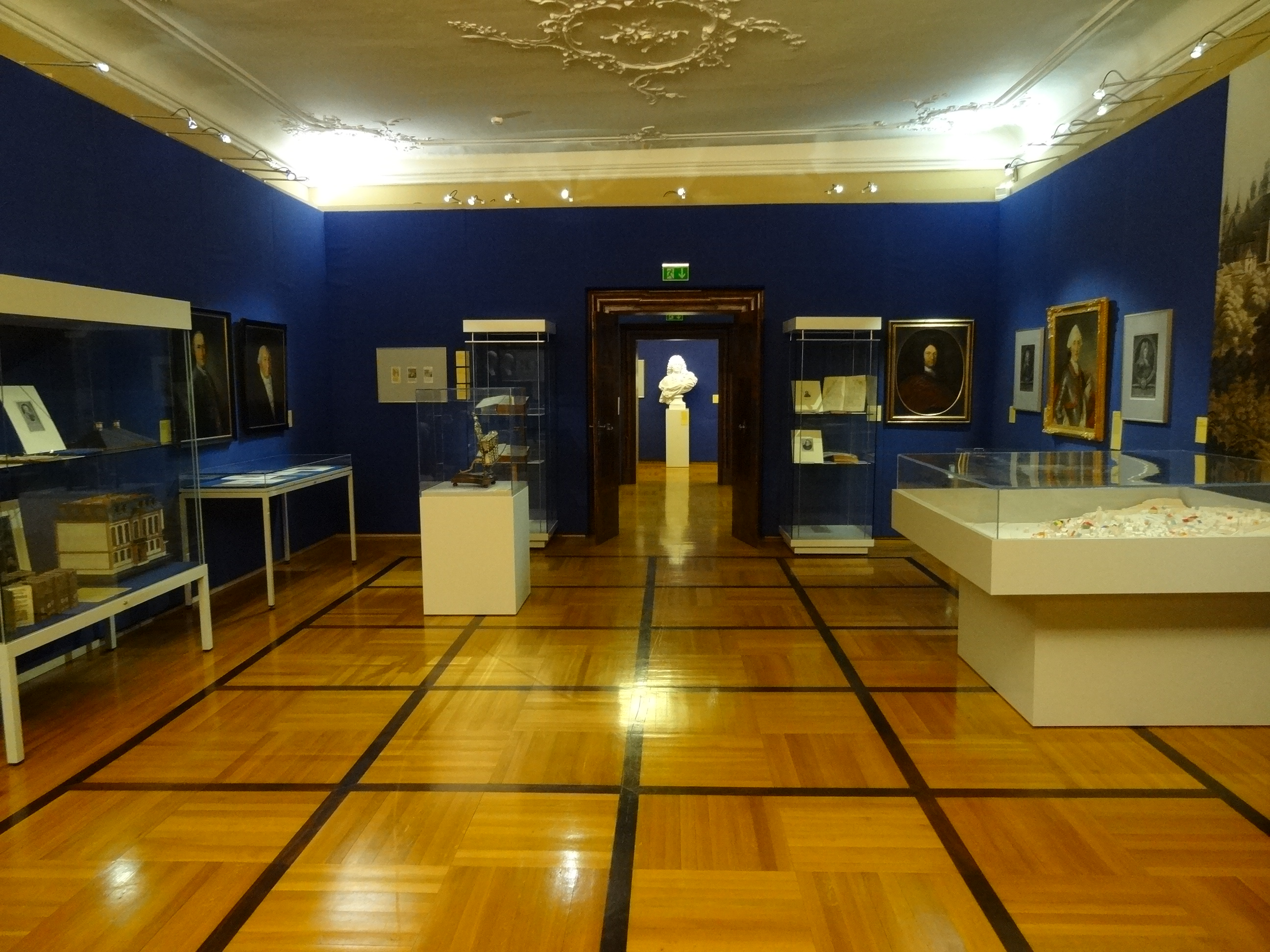
Ausstellung im ersten Stock

Das Reichskammergerichtsmuseum zeigt eine Ausstellung zu Aufbau, Arbeitsweise und Geschichte des Reichskammergerichts während der gesamten Zeit seiner Tätigkeit. Das 1987 eröffnete Museum befindet sich in der Hofstatt 19 in Wetzlar, einem vom Kammergerichtsassessor Franz von Pape erbauten Kameralenpalais. Es wird getragen von der Gesellschaft für Reichskammergerichtsforschung e.V., unterstützt durch einen wissenschaftlichen Beirat. Es werden originale Bildwerke, Möbel, Plastiken und zeitgenössische Druckwerke gezeigt. Die im selben Haus befindliche Forschungsstelle befasst sich mit Arbeitsgrundlagen und Wirkungsgeschichte des Reichskammergerichts sowie seiner Rolle im Verfassungsgefüge des frühneuzeitlichen Reiches. Ein weiterer Schwerpunkt ist das Personal des Gerichts.